# Eugenia maricaensis
Eugenia maricaensis är en myrtenväxtart som beskrevs av Graziela Maciel Barroso. Eugenia maricaensis ingår i släktet Eugenia och familjen myrtenväxter. Inga underarter finns listade i Catalogue of Life.